# Homps, Aude
Homps är en kommun i departementet Aude i regionen Occitanien  i södra Frankrike. Kommunen ligger  i kantonen Lézignan-Corbières som ligger i arrondissementet Narbonne. År 2022 hade Homps 604 invånare.

## Befolkningsutveckling
Antalet invånare i kommunen Homps
Referens: INSEE